# Park Chu-young
Park Chu-young (koreansk: 박주영) (født 10. juli 1985 i Daegu, Sydkorea) er en sydkoreansk fodboldspiller, der spiller som angriber hos FC Seoul. Tidligere har han optrådt for Arsenal og den franske klub AS Monaco. Derudover har han været udlejet til Celta Vigo i Spanien samt Watford i England.

## Landshold
Park står (pr. april 2018) noteret for 68 kampe og 24 scoringer for Sydkorea, som han debuterede for i 2005. Han har repræsenteret sit land ved både VM i 2006 i Tyskland, OL i 2008 i Beijing, samt VM i 2010 i Sydafrika.